# Zaha Hadid
Zaha Mohammad Hadid (زها حديد, Zahā Ḥadīd), född 31 oktober 1950 i Bagdad, död 31 mars 2016 i Miami, var en irakisk-brittisk arkitekt och formgivare. 
Zaha studerade under sin gymnasietid i Bagdad, efter det flyttade hon till Beirut för att studera vidare, hon fick licentiatexamen i matematik på American University of Beirut (svenska: Beiruts amerikanska universitet) år 1971. Därefter flyttade hon till London 1972 och studerade till arkitekt vid Architectural Association School of Architecture. Hon fick här sitt examensbevis år 1977. 
Hon uppmärksammades för sina vågade experiment i rummet och sågs som en visionär. Hadid sågs under stora delar av sin levnad som en av de mest framstående samtida arkitekterna. Hennes byggnader kännetecknades ofta av kurvor och våglinjer, och hon gavs smeknamnet "Kurvans drottning" (Queen of the curve).
Hadid var den första kvinnan som fick Pritzkerpriset år 2004. Hon tilldelades Storbritanniens mest prestigefyllda arkitektoniska pris, Stirlingpriset, år 2010 och 2011. År 2012 utnämndes hon till dame av drottning Elizabeth II för de bidrag som Hadid gjort för arkitekturen. I februari 2016, månaden före hennes död, blev hon den första kvinnan som fick Royal Gold Medal (Svenska: Kunglig guldmedalj) från Royal Institute of British Architects (svenska: Kungliga Institutet av Brittiska Arkitekter).

## Biografi

### Tidiga år
Zaha Hadid föddes 1950 i Iraks huvudstad Bagdad. Hon växte upp i en välutbildad muslimsk familj med västerländsk orientering. Fadern var en chefstjänsteman och en tid ledare för ett liberalt irakiskt politiskt parti. Den unga Zahas talang för att teckna menade hon härrörde från modern, och intresset för arkitektur utvecklades genom många familjeutflykter till de sumeriska ruinstäderna i södra Irak.
Hon studerade vid en katolsk skola, där franska var undervisningsspråk och nunnor verkade som lärare. Skolan var dock multikulturell. Därefter studerade hon matematik vid det amerikanska universitetet i Beirut, och familjen förväntade sig att hon skulle bli yrkeskvinna av något slag. Familjen lämnade Irak när Saddam Hussein kom till makten och konflikten med grannlandet Iran bröt ut, men även senare höll hon fast vid kontakter i både Irak och Libanon.
Efter universitetsexamen i Beirut flyttade hon till London för att läsa vid Architectural Association School of Architecture. Efter examen 1977 blev Zaha Hadid partner vid Office for Metropolitan Architecture (OMA) i London; hon kom därmed att arbeta tillsammans med sin lärare från arkitektskolan, Rem Koolhaas.
År 1980 grundade hon ett eget arkitektkontor i London. Hon vann 1983 den prestigefyllda arkitekttävlingen om att få utforma fritidscentrat Hong Kong Peak Club.
Zaha Hadid blev framför allt under sina tidiga år inspirerad av målningar och teckningar.

### Utställningar och undervisning
Hadid syntes under sin levnad flitigt på olika arkitektutställningar i olika länder, ända sedan hennes retrospektiva utställning i London 1983.
Efter sin arkitektexamen var Zaha Hadid gästprofessor vid ett antal olika arkitektskolor runtom. Dessa inkluderade Harvard University, Chicago School of Architecture, Columbia University och Yale University samt högskolor och universitet i Tyskland och Österrike.
År 1988 arrangerade Philip Johnson en utställning på Museum of Modern Art i New York som hette Deconstructivist Architecture och presenterade här Zaha Hadid, Frank Gehry, Peter Eisenman, Rem Koolhaas, Daniel Libeskind och Bernard Tschumi som framtida dekonstruktivister. Samtliga av dessa har blivit berömda arkitekter, men deras olika stilar har glidit långt ifrån varandra.

### Verk
Det kom att dröja ganska länge innan Zaha Hadid fick någon större byggnad uppförd, trots att hon redan var ett känt namn bland arkitekter. Genom utställningar och sitt undervisande spred hon sina idéer om arkitektur och formgivning långt innan hennes karriär som arkitekt riktigt tog fart. Hennes genombrott kom dock 1993 med en brandstation i Weil am Rhein, som idag är möbelmuseum för det schweiziska möbeldesignföretaget Vitra.
Phaeno Science Centre i Wolfsburg påbörjades år 2000 och stod färdigt 2005. Byggnaden är ett vetenskapshus med vetenskapliga experiment för barn och vuxna. Byggnaden är upphöjd på konliknande strukturer som innehåller entréer, butiker med mera. Byggnaden har ingen direkt anknytning till sin omgivande miljö, men skapar sitt eget landskap med dess dekonstruktivistiska former. Byggnadens organiska former och funktionalitet blir en gemensam tråd med byggnadens innehåll.
Åren efter millennieskiftet hade Hadid nästan 150 personer anställda vid sitt arkitektkontor i London, fullt upptagna med att ta hand om de inkommande uppdragen. På kontoret konstruerades under Hadids ledning sjukhusbyggnader (i Skottland), broar (i Abu Dhabi), biografkomplex (i Barcelona) och ett antal nybyggda museer. Inför sommar-OS 2012 var hon ansvarig för utformningen av den olympiska simanläggningen.

### Privatliv
Zaha Hadid var ogift och hade inga barn, något hon förklarat med orden: "Om [arkitekturen] inte tar över helt, är du inte något att ha. Du måste ägna dig åt den på heltid. Du kan inte kosta på dig att hoppa in och ut." Hon avled 2016 av en hjärtinfarkt. Hadid vårdades vid tillfället på sjukhus för bronkit.

## Eftermäle och utmärkelser
Zaha Hadid var känd för att utmana gränserna för arkitekturen och stadsbyggnadskonsten. Hon verkade på många olika formgivningsfält, inklusive huskonstruktion, inredningsdesign och möbeldesign. Hennes byggnadsritningar inkluderar ofta svepande kurvor och vågformer, och hon gavs smeknamnet "Kurvans drottning" (Queen of the curve).
Hadids nydanande idéer om arkitekturens roll kom bland annat till uttryck i en ny fabrik som hon ritade för biltillverkaren BMW. Där utformades byggnadsplanen så att arbetare och tjänstemän ofta korsade varandras vägar.
År 2004 erhöll Zaha Hadid Pritzkerpriset. Hon var då den första kvinnan att få motta priset, som började delas ut 26 år tidigare. Hadid beskrivs ibland som den främsta kvinnliga arkitekten i sin samtid. 2010 (för MAXXI) och 2011 (för Evelyn Grace Academy) belönades hon med Stirlingpriset. 2012 fick hon motta Brittiska imperieorden, och 2015 tilldelades hon som första kvinna Royal Gold Medal (utdelad av Royal Institute of British Architects).
Zaha Hadid finns representerad vid bland annat Metropolitan Museum, Vitra Design Museum, Museum of Modern Art, Victoria and Albert Museum, Saint Louis Art Museum, National Gallery of Victoria, San Francisco Museum of Modern Art, Art Institute of Chicago och Philadelphia Museum of Art.

## Arkitektbyrå
Hadid etablerade en arkitektbyrå som har namnet Zaha Hadid Architects i New York. En av de anmärkningsvärda byggnaderna som designats av denna byrå är the boutique pavilion som är en butik till sminkmärket Il Makiage.

## Död
Den 31 mars 2016 gick Hadid bort 65 år gammal av en hjärtattack på Mount Sinais medicinska center i Miami; dödsorsaken var bronkit.
I uttalandet från hennes London-baserade designstudio stod det: "Zaha Hadid ansågs allmänt vara den största kvinnliga arkitekten i världen idag". I sitt testamente lämnade hon 67 miljoner pund och testamenterade olika belopp till sin affärspartner och familjemedlemmar. Hennes internationella designföretag, som stod för huvuddelen av hennes rikedom, lämnades i förtroende.

## Eftermäle
Efter hennes död i mars 2016 skrev den amerikanska författaren Michael Kimmelman på The New York Times följande: "hennes skyhöga strukturer lämnade spår på skylines och fantasi och i processen omformade arkitekturen för den moderna tiden... Hennes byggnader förhöjde osäkerhet till en konst, förmedlade på det udda sätt att man gick in och rörde sig genom dessa byggnader och i frågor som hennes strukturer väckte om hur de stöddes ... Hadid förkroppsligade, i sin slösighet och löfte, eran av så kallade starchitects [arkitekter som blir allmänt kända bland allmänheten såväl som inom arkitekturvärlden] som strövade runt på planeten i jakten på sitt eget kreativa geni, erbjöd mirakel, ibland levererade" . Hon citeras för att ha sagt "Jag gör inga fina små byggnader".
Den brittiska författaren Deyan Sudjic beskrev Hadid med följande ord i The Guardian: "en arkitekt som först föreställde sig, sedan bevisade, att rymden kunde fungera på radikalt nya sätt... Under hela sin karriär var hon en hängiven lärare, entusiasmerad av ungdomens energi. Hon var inte sugen på att karakteriseras som en kvinnlig arkitekt, eller som en arabisk arkitekt. Hon var helt enkelt en arkitekt".
I en intervju publicerad i Icon Magazine sa hon: "Jag använder aldrig frågan om att vara en kvinnlig arkitekt ... men om det hjälper yngre människor att veta att de kan bryta igenom glastaket, har jag inget emot det". Hon erkände dock att hon aldrig riktigt känt sig som en del av det mansdominerande arkitekturetablissemanget. Hon sa en gång "Som kvinna inom arkitekten är du alltid en outsider. Det är OK, jag gillar att vara på kanten".
Hadid, ibland kallad "Queen of the curve" (svenska: kurvans drottning), beskrevs ofta i pressen som världens främsta kvinnliga arkitekt, men hennes arbete väckte också kritik. Arkitekten Sean Griffiths karakteriserade Hadids arbete som "ett tomt kärl som suger in vilken ideologi som helst i närheten av det".

## Byggnader i urval
- Internationale Bauausstellung 1984, bostäder, Berlin i Tyskland, 1987–1993
- Vitra brandstation, Weil am Rhein i Tyskland, 1991–1993
- Musikvideopaviljong, Groningen i Nederländerna, 1990
- Landesgartenschau, Weil am Rhein i Tyskland, 1997–1999
- Rosenthal Center for Contemporary Art, Cincinnati i Ohio i USA, 1999–2000
- Järnvägsstation och bilparkering Hoenheim-Nord, Strasbourg i Frankrike, 1999–2001
- Bergisels skidhoppningsbacke, Innsbruck i Österrike, 1999–2002
- Tillbyggnad av konstmuseet Ordrupgaard i Köpenhamn i Danmark, 2001–2005
- Hotel Puerta America, Madrid i Spanien, 2003–2005
- Phaeno Science Centre, Wolfsburg i Tyskland, 2005
- Fabrik för BMW, Leipzig i Tyskland, 2005
- Maggie's Centres på Victoria Hospital, Kirkcaldy i Skottland 2006
- Stationerna på Hungerburgbahn, Innsbruck i Österrike, 2007
- Bridge Pavilion, Zaragoza i Spanien, 2008
- Konstmuseet MAXXI, Rom i Italien, 2010
- Operan i Guangzhou i Kina, 2011
- Sheikh Zayed Bridge, Abu Dhabi i Förenade Arabemiraten, 2007–2010
- London Aquatics Centre, London i Storbritannien, 2011
- Riverside Museum, utveckling av Glasgow Transport Museum i Glasgow, 2007–2011
- Evelyn Grace Academy, Brixton, London, 2006–2010
- Roca London Gallery, Chelsea Harbour i London, 2009–2011
- Heydar Aliyev Cultural Centre, Baku, 2007–2012
- Eli and Edythe Broad Art Museum, East Lansing i Michigan i USA, 2010–2012
- Bibliotek och kunskapscentrum, Wiens handelshögskola, Wien i Österrike
- Dongdaemun Design Plaza, Seoul i Sydkorea, 2008–2014
- Jockey Club Innovation Tower, Hongkong, 2013
- Tokyos nya Nationella olympiska stadion, Tokyo i Japan 2019

### Inredningsuppdrag och formgivning
- Restaurang Moonsoon, Sapporo, Japan, 1990
- Mind Zone, Millennium Dome, London, Storbritannien, 1999-2000
- Scenografi åt Pet Shop Boys World Tour 1999-2000
- Scenografi åt Charleroi Dance Company, Belgien, 2000

### Bilder

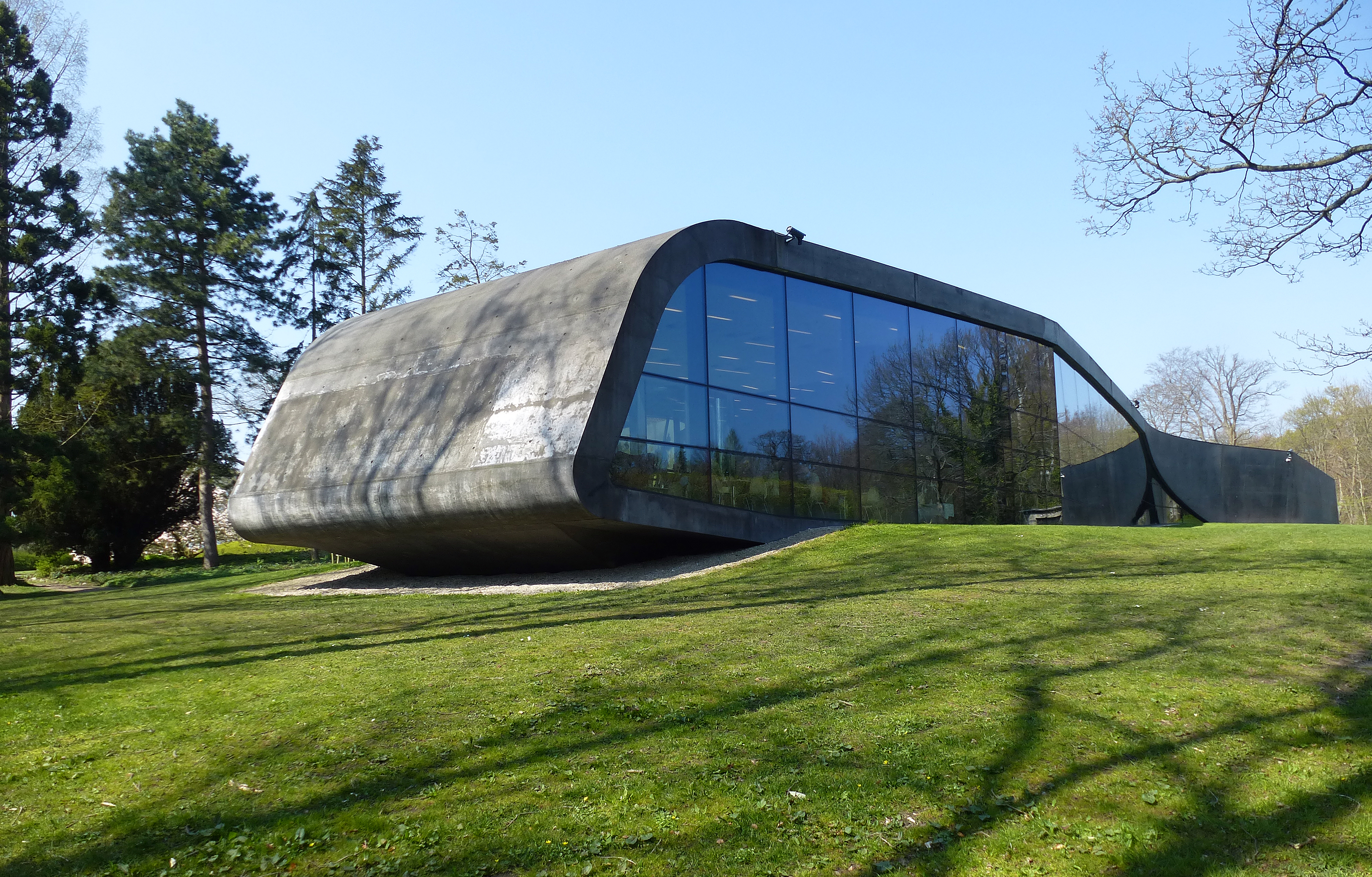
Utbyggnad av konstmuseet Ordrupgaard i Köpenhamn.
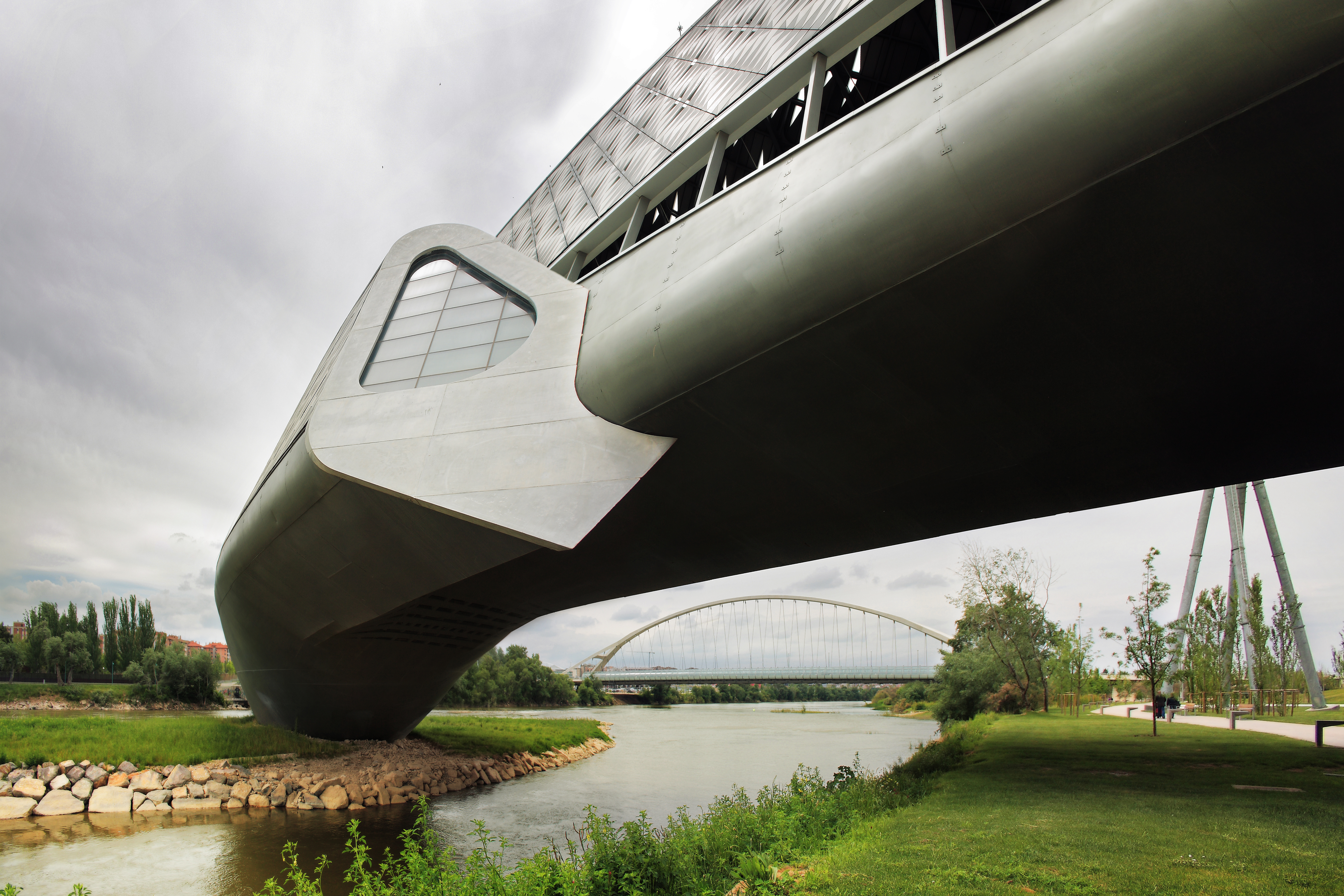
Bridge Pavilion i Zaragoza.
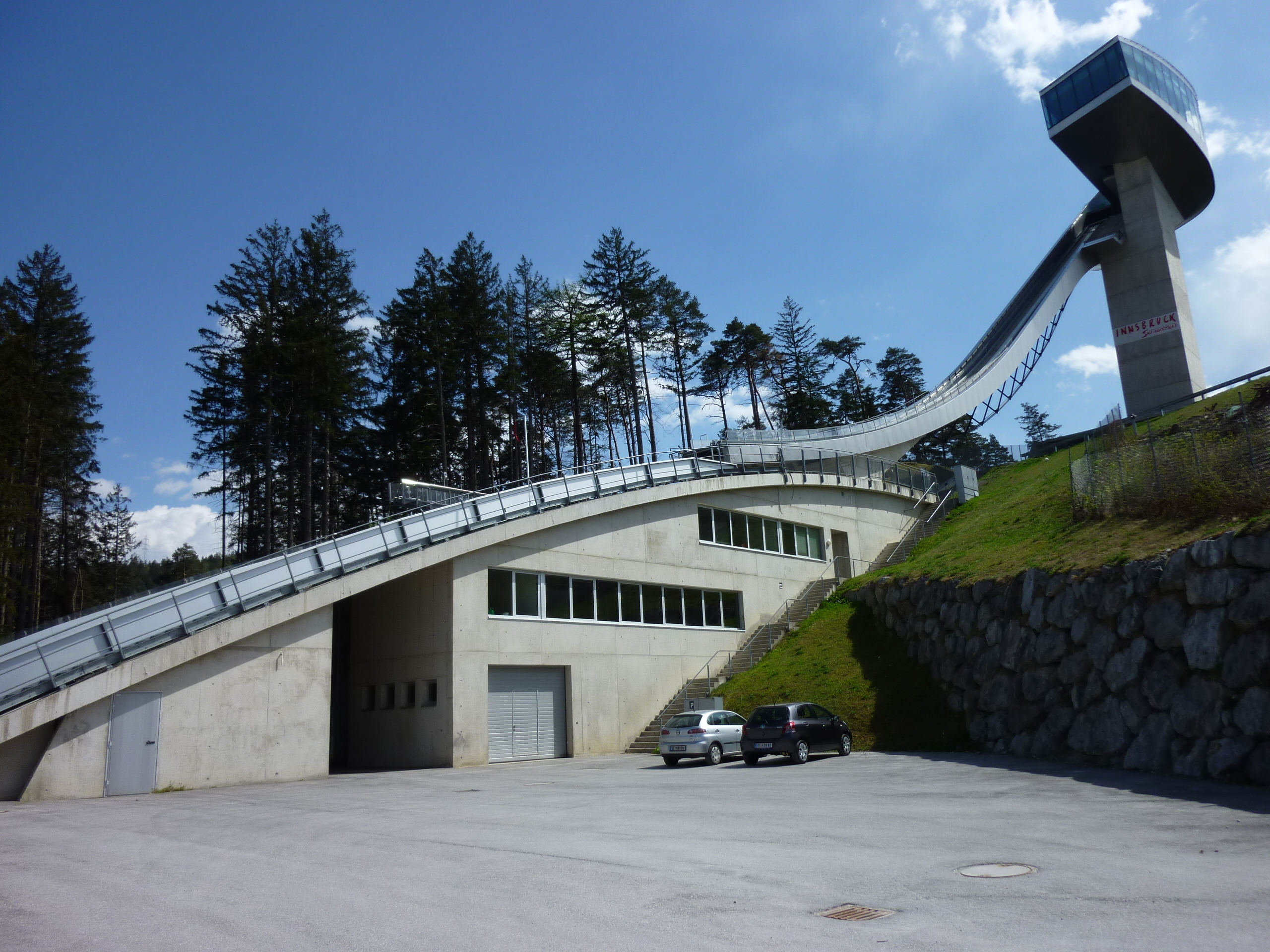
Hopptornet i Bergiselschanze i Innsbruck.
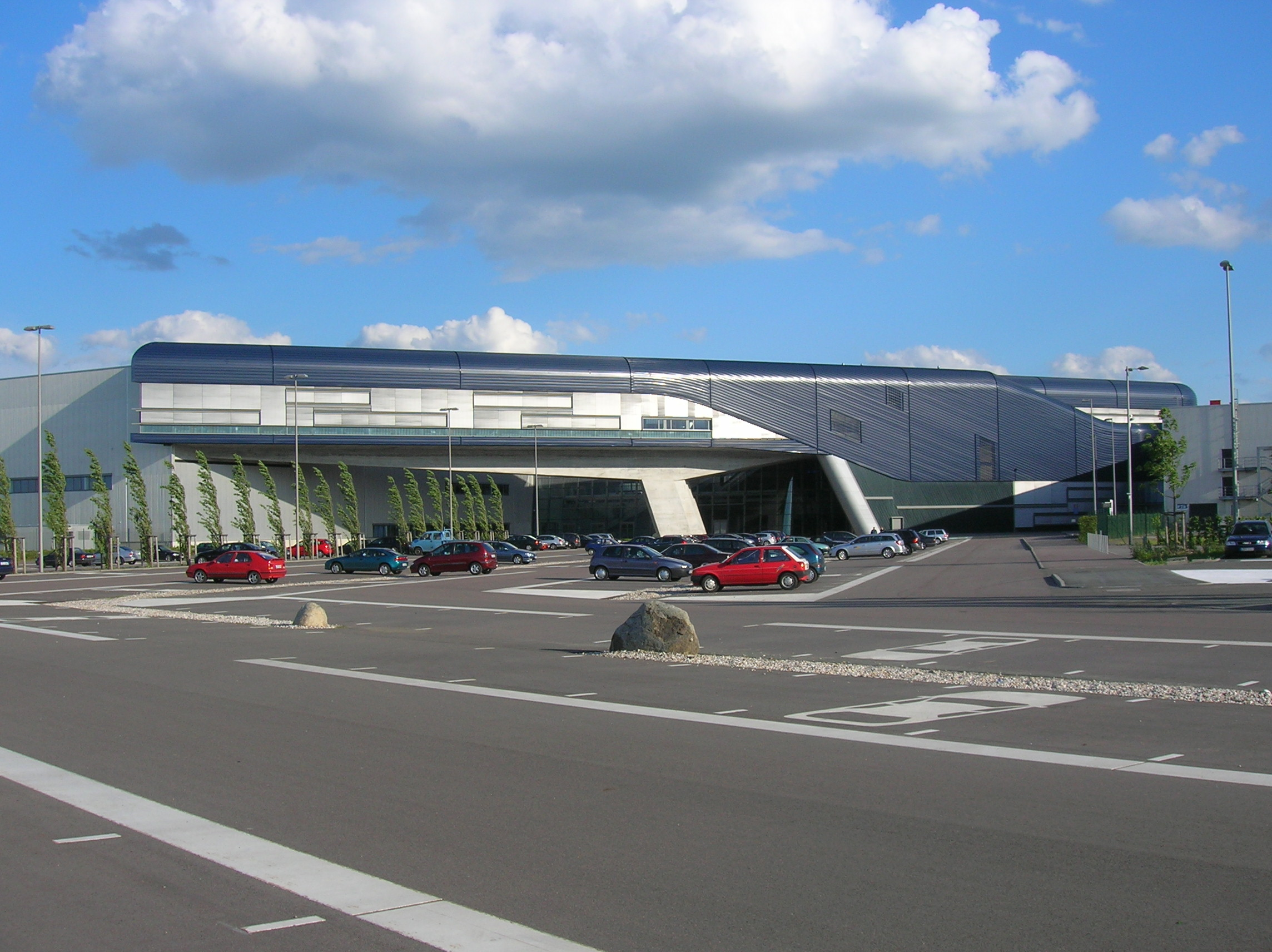
BMW:s fabrik i Leipzig.
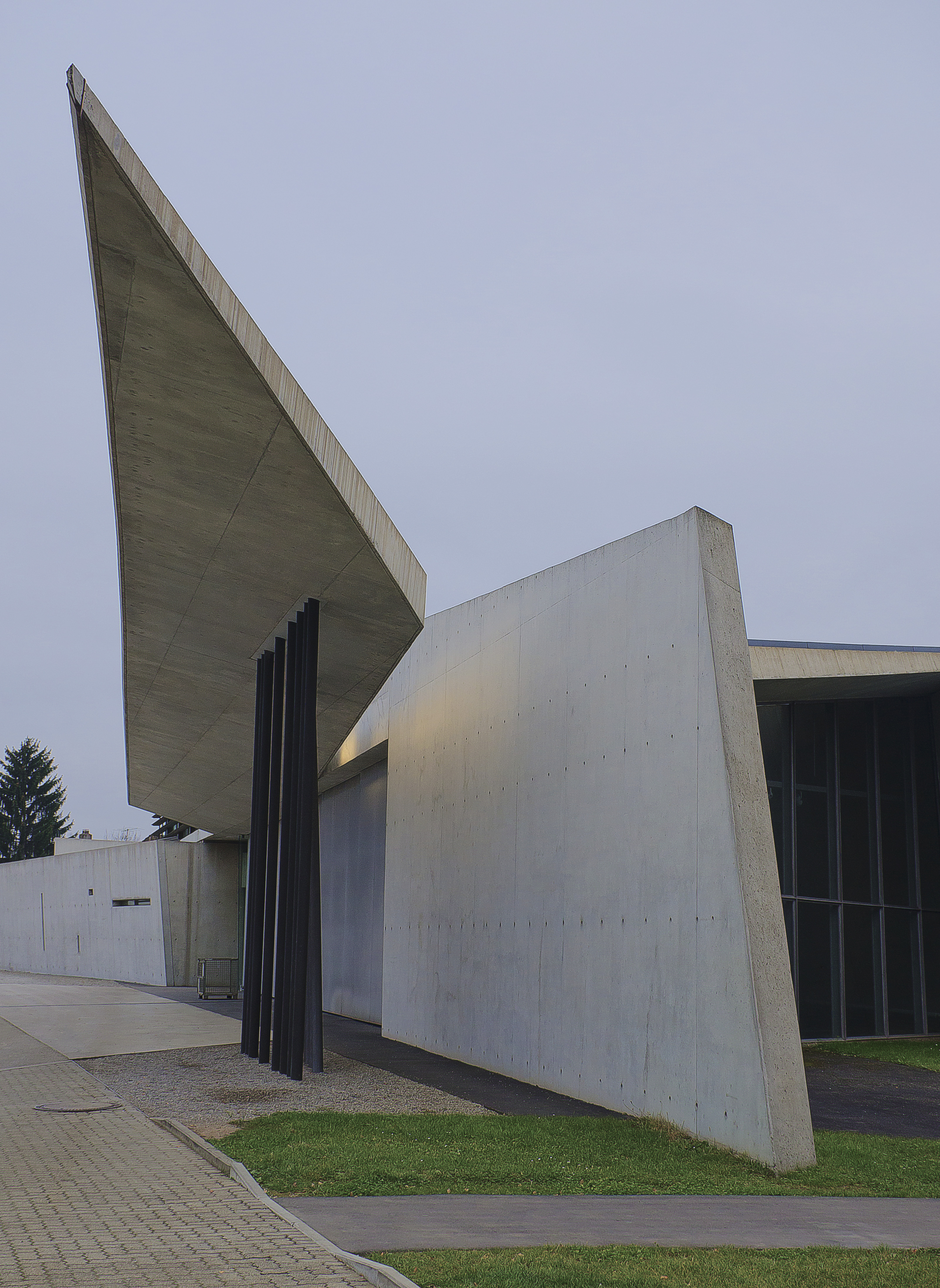
Vitras brandstation i Weil am Rhein.
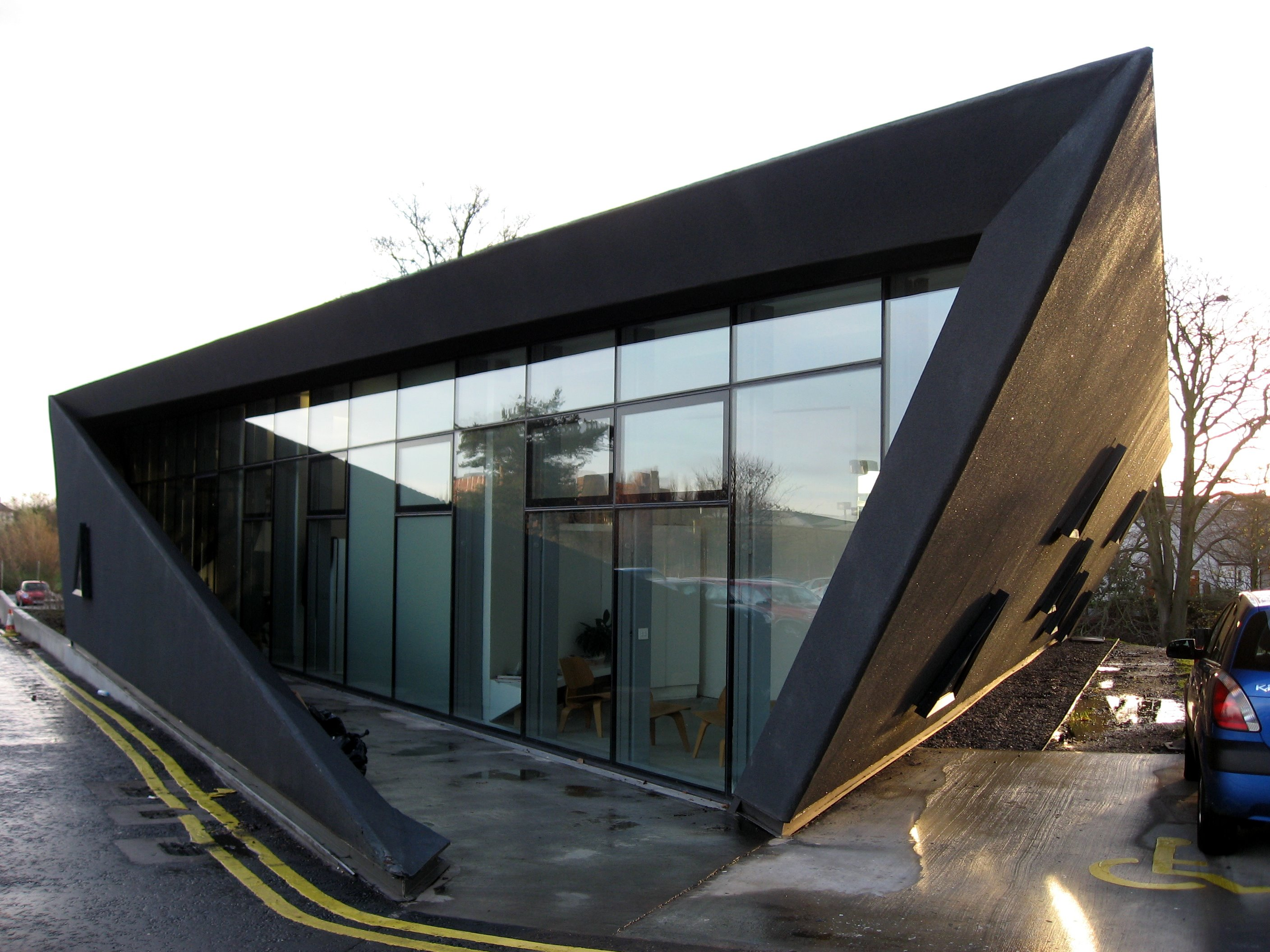
Maggie's Centre i Kirkcaldy.
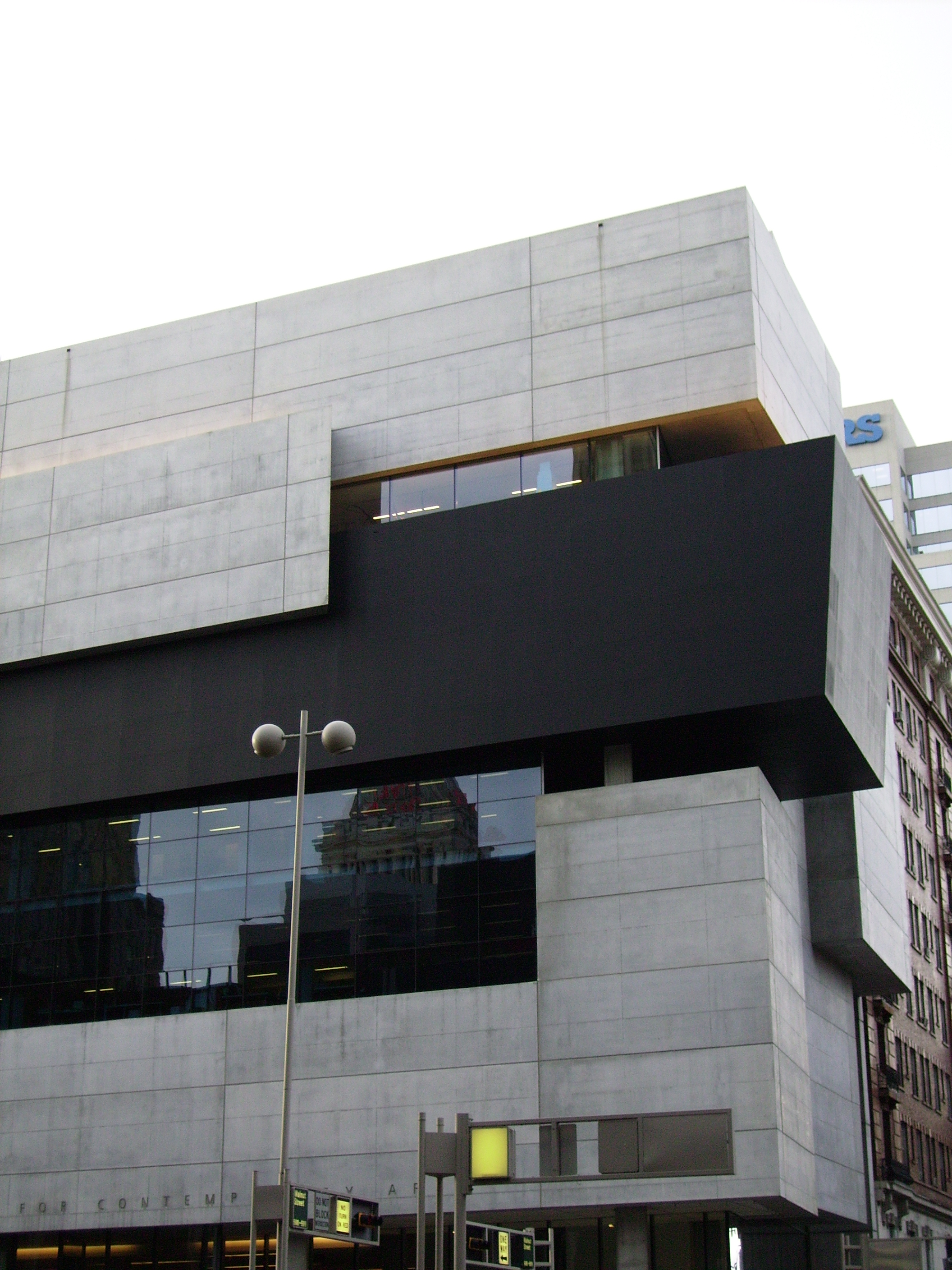
Contemporary Arts Center i Cincinnati.
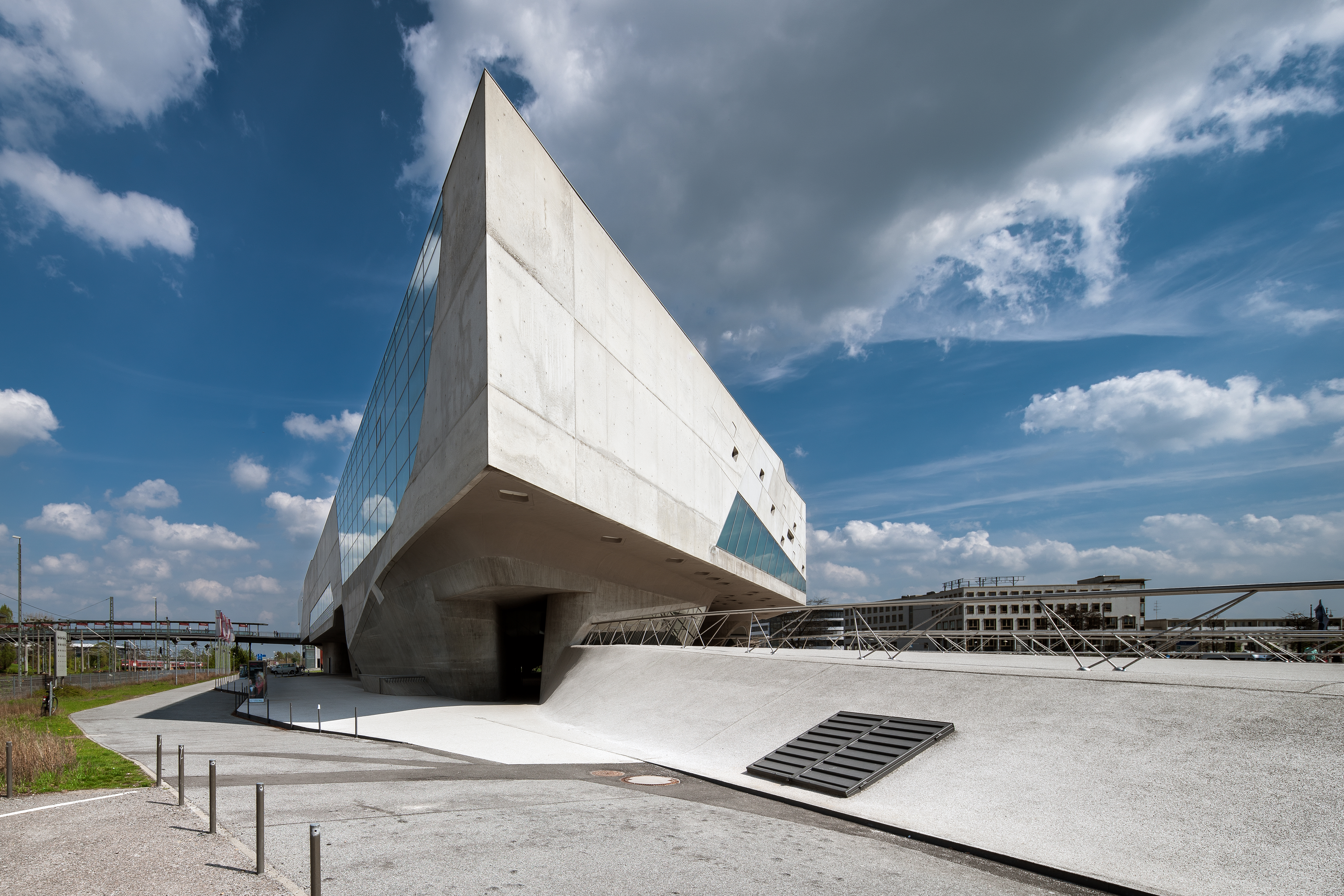
Phæno Science Center i Wolfsburg.
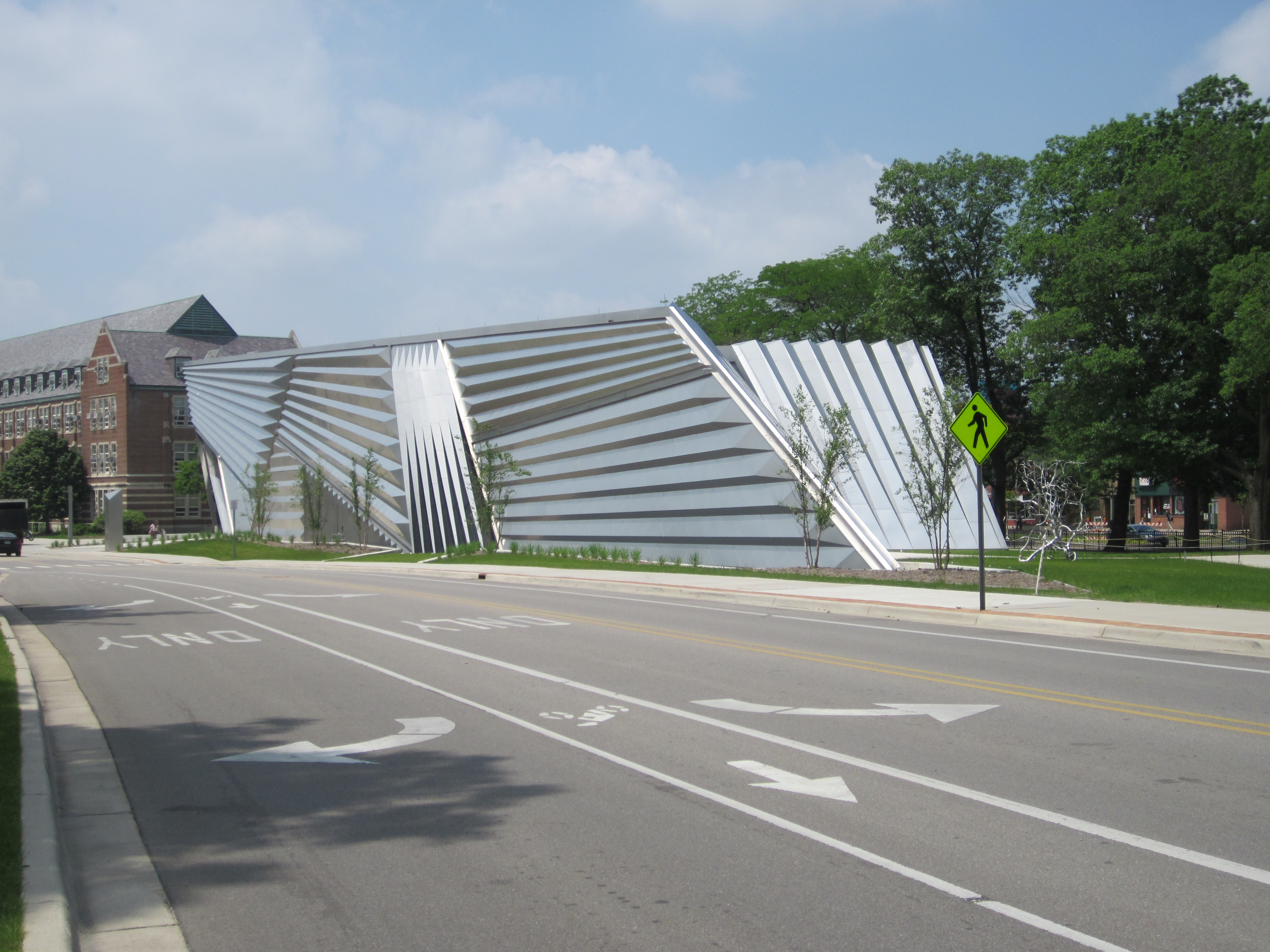
The Eli and Edythe Broad Art Museum i East Lansing.